# الخطوط الجوية الأمريكية الرحلة 77

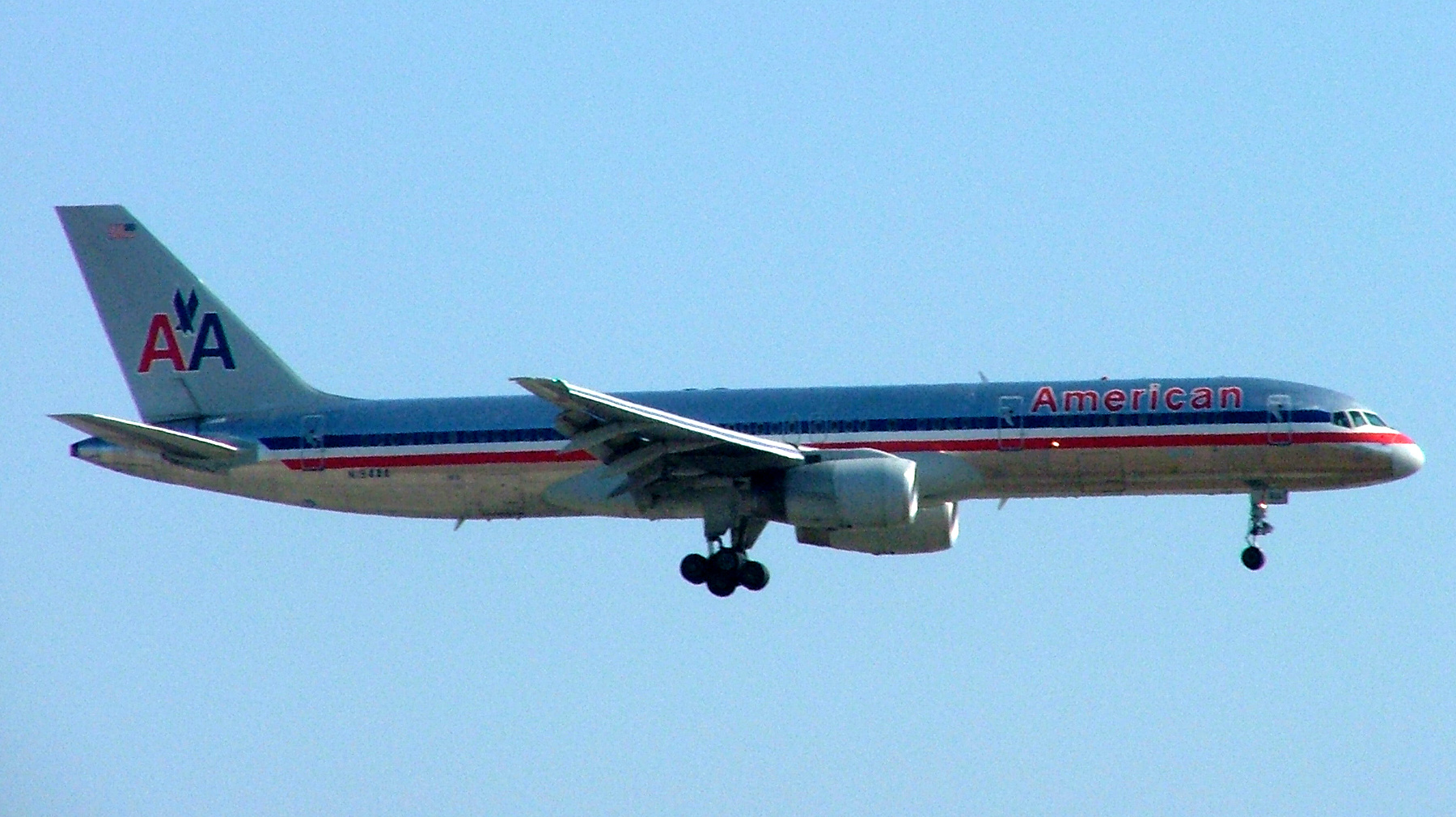
بيونج 757

خُطفت أميركان ايرلاينز الرحلة 77 ثالث طائرة من بين أربع طائرات مخطوفة ( الخطوط الأمريكية رحلة رقم 11، و الخطوط الجوية المتحدة رحلة 175، والخطوط الأمريكية رحلة 77، والخطوط الجوية المتحدة رحلة 93) من قبل خمسة أعضاء من القاعدة في 11 سبتمبر 2001، كجزء من هجمات 11 سبتمبر ايلول. حيث حطمت عمدا في البنتاجون بالقرب من واشنطن، مما أسفر عن مقتل 65 شخصا بمن فيهم الخاطفين، وكذلك 125 شخصا في المبنى. والطائرة هي من طراز بوينغ 757-223 كانت تحلق من مطار واشنطن دولس الدولي في دولس، ولاية فرجينيا إلى مطار لوس أنجلس الدولي في لوس أنجلوس، كاليفورنيا.
اقتحم الخاطفين قمرة القيادة وسيطروا على الركاب وطاقم الطيارين وتولى هاني حنجور القيادة ومن ثم قام الخاطفين بتحطيم الطائرة في الجانب الغربي من وزارة الدفاع الأمريكية الساعة 09:37 بتوقيت شرق الولايات المتحدة. وقد حدث تأثير أضرار جسيمة من البنتاغون وتسبب في حريق كبير. في الساعة 10:10 صباحا، وانهار جزء من وزارة الدفاع الأمريكية وقد أعيد بناء المقاطع التالفة من البنتاغون في عام 2002

## الخاطفون
كان هاني حنجور الذي وجه الطائرة للاصطدام بالبنتاغون قائد الخاطفين على متن الرحلة 77 للخطوط الجوية الأمريكية. قَدِم حنجور إلى الولايات المتحدة أول مرة في عام 1990.
تدرب حنجور في مركز تدريب الخطوط الجوية سي آر إم في سكوتسديل، أريزونا، وحصل على شهادة طيار تجاري من إدارة الطيران الفيدرالية في أبريل عام 1999. أراد أن يصبح طيار رحلات تجارية لصالح السعودية، لكن رُفض عند طلبه الالتحاق بمدرسة الطيران المدني في جدة. أوضح شقيق حنجور لاحقًا أن حنجور «حوّل اهتمامه بصورة متزايدة نحو النصوص الدينية وأشرطة كاسيت الدعاة المسلمين المتشددين» بسبب إحباطه الناجم عن عدم حصوله على عمل. عاد حنجور إلى المملكة العربية السعودية بعد حصوله على شهادة طيار، لكنه غادر مرة أخرى في نهاية عام 1999، بعد أن أخبر عائلته أنه ذاهب إلى الإمارات العربية المتحدة للعمل في شركة طيران. من المحتمل أنّ حنجور قد ذهب إلى أفغانستان، حيث فُحص مجندو تنظيم القاعدة بهدف البحث أي مهارات مميزة ربما امتلكوها. بعد اختيار أعضاء خلية هامبورغ، وقع اختيار قادة تنظيم القاعدة على حنجور لقيادة الفريق الرابع من الخاطفين.
اكتشفت محطة أليك، وهي وحدة خصّصتها السي آي إيه لملاحقة أسامة بن لادن، أنّ اثنين من الخاطفين الآخرين، وهما الحازمي والمحظار، امتلكا تأشيرات دخول لمرات عدّة إلى الولايات المتحدة قبل أحداث 11/9. حاول عميلان من مكتب التحقيقات الفيدرالي ضمن الوحدة إرسال تحذيرات إلى مقر الإف بي آي، لكن حال ضباط وكالة المخابرات المركزية دون تحقيق مساعيهم.
وصل حنجور إلى سان دييغو في ديسمبر عام 2000، حيث انضم إلى الخاطفين «ذوي البنية العضلية» نواف الحازمي وخالد المحظار، اللذين وُجدا هناك منذ يناير عام 2000. غادر حنجور والحازمي إلى ميسا في أريزونا بعد وصول حنجور بوقت قصير، حيث بدأ حنجور تدريبًا لتجديد المعلومات في أريزونا للطيران.
انتقل الخاطفون إلى فولز تشيرش، فرجينيا في أبريل عام 2001، حيث انتظروا وصول بقية الخاطفين «ذوي البنية العضلية». سافر أحدهم، ماجد الموقد، في 2 مايو عام 2001، رفقة خاطف الرحلة 175 أحمد الغامدي من دبي إلى مطار واشنطن دولس الدولي، وانتقلا للسكن في شقة مع الحازمي وحنجور.
استأجر حنجور غرفةً في باترسون، نيوجيرسي في 21 مايو عام 2001، حيث مكث مع بقية الخاطفين حتى نهاية أغسطس. وصل خاطف الرحلة 77 الأخير «ذي البينة العضلية» سالم الحازمي في 29 يونيو عام 2001، رفقة عبد العزيز العمري (خاطف الرحلة 11) إلى مطار جون إف. كينيدي الدولي قادميَن من الإمارات العربية المتحدة، ومكثا مع حنجور.
تلقى حنجور تدريبات أرضية وتمرّن على القيام برحلات جوية في منظومات تدريب الأسطول الجوي في كل من تيتربورو، نيوجيرسي، وأكاديمية كالدويل للطيران في فيرفيلد، نيوجيرسي. انتقل حنجور من سكنه في باترسون إلى موتيل فالنسيا في لوريل، ميريلاند في 2 سبتمبر عام 2001. تمرّن حنجور خلال إقامته في ميريلاند مع رفاقه الخاطفين في جولدز جيم في غرينبيلت. تمكن في 10 سبتمبر من إكمال رحلة للحصول على شهادة الطيران، مُستخدمًا نظام تعرف على التضاريس خاصًا بالملاحة في كونغرشنال إير شارترز في غايثرسبيرغ، ميريلاند.
سجّل نواف الحازمي مع المختطفين الآخرين دخولهم في ماريوت الدولية في هيرندون، فيرجينيا، قرب مطار دولس في 10 سبتمبر.

### شركاء مشتبه بهم
وفقًا لبرقية سربتها ويكيليكس لوزارة الخارجية الأمريكية في فبراير عام 2010، أجرى مكتب التحقيقات الفدرالية تحقيقات مع مشتبه آخر، وهو محمد المنصوري، إذ كان على ارتباط مع ثلاثة مواطنين قطريين سافروا جواً من لوس أنجلوس إلى لندن (مرورًا بواشنطن) وقطر في عشية الهجمات، بعد إجرائهم دراسات استقصائية مزعومة لكل من مركز التجاري العالمي والبيت الأبيض. قال موظفو إنفاذ القانون الأمريكي إنّ البيانات حول الرجال الأربعة كانت «مجرد دليل من أدلة عدة حُقق فيها جيدًا في ذلك الوقت، لكن لم تقد أبدًا إلى توجيه أي تُهم بالإرهاب». أضاف مسؤول أن مكتب التحقيقات الفدرالي لم يستجوب المواطنين القطريين الثلاثة أبدَا. قالت إليانور هيل، المديرة السابقة لفريق الاستجواب المشترك في الكونغرس بخصوص هجمات 11 سبتمبر أنّ البرقية تعزز التساؤلات حول دقة تحقيقات الإف بي آي. وأكّدت أيضًا كشف التحقيقات وجود شبكة دعم ساعدت الخاطفين بطرق مختلفة.
حُجز لثلاثة رجال قطريين في رحلة جوية من لوس أنجلوس إلى واشنطن في 10 سبتمبر عام 2001، وهي الرحلة نفسها التي خُطفت ووُجهت إلى البنتاغون في اليوم التالي. لم يصعد الثلاثة على متن الرحلة، بل سافروا من لوس أنجلوس إلى قطر مرورًا بواشنطن ولندن. نصّت البرقية على احتجاز المنصوري قيد التحقيق حينها، بينما أكد موظفو إنفاذ القانون الأمريكي عدم وجود تحقيقات جارية معه أو مع المواطنين القطريين المذكورين في البرقية.

## الرحلة
كانت طائرة الرحلة 77 للخطوط الجوية الأمريكية من طراز بوينغ 757-223 (ذات رمز التسجيل إن644 إيه إيه). صُنعت الطائرة في عام 1991، حيث انطلقت برحلتها الأولى. تضمن طاقم الطائرة الطيار تشارلز بيرلنغيم (خرّيج الأكاديمية البحرية، وطيار مقاتل سابق)، والضابط الأول (مساعد الطيار) دايفيد تشارليبوا، ومضيفات طيران الرحلة ميشيل هايدنبرجر، و جينفر لويس، و كينيث لويس، و رينيه ماي. بلغت سعة الطائرة 188 راكبًا، لكن بلغ عامل التحميل في رحلة 11 سبتمبر 33%، أي ما يعادل 58 راكبًا على متن الطائرة. أفادت الخطوط الجوية الأمريكية أنّ أيام الثلاثاء تُعتبر أقل أيام الأسبوع ازدحامًا بالمسافرين، إذ حافظ عامل التحميل على القيمة نفسها في أيام الثلاثاء خلال الأشهر الثلاثة السابقة في الرحلة 77.

### الصعود على متن الرحلة والمغادرة
وصل الخاطفون الخمسة إلى مطار واشنطن دولس الدولي في صباح 11 سبتمبر عام 2001. في الساعة 07:15، سجّل كل من خالد المحظار وماجد الموقد دخولهما إلى شباك تذاكر الخطوط الجوية الأمريكية للرحلة 77، ووصلا إلى نقطة التفتيش الأمني للركاب في الساعة 07:18. تسبب الرجلان في انطلاق إنذار الكاشف المعدني، وخضعا للتفتيش الثانوي، لكن لم يتوقف إنذار الكاشف المعدني عند فحص الموقد، ما أدى إلى تفتيشه عبر العصا اليدوية الكاشفة للمعادن. سجل الأخوان الحازمي دخولهما معًا إلى شباك التذاكر في الساعة 07:29، بينما سجل هاني حنجور دخوله بشكل منفصل، ووصل إلى نقطة التفتيش الأمني للركاب في الساعة 07:35. تَبِع الأخوان سالم ونواف الحازمي حنجور إلى نقطة التفتيش الأمني بعد عدة دقائق، وتسببا أيضًا في انطلاق إنذار الكاشف المعدني. لم تحدد شاشة الفحص في نقطة التفتيش سبب إطلاق الإنذار أبدًا. أوضحت مقاطع الفيديو الأمنية التي نُشرت لاحقًا امتلاك نواف الحازمي عنصرًا مجهولًا في جيبه الخلفي. سمحت إدارة الطيران الفدرالية في ذلك الوقت بامتلاك سكاكين مساعدة يصل طولها حتى 4 إنشات كأغراض شخصية يحملها المسافر معه. كانت أرغنبرايت سيكيورتي مسؤولة عن إدارة نقطة التفتيش الأمني للركاب في مطار دولس الدولي بموجب عقد مبرم مع الخطوط الجوية المتحدة.
خضع جميع الخاطفين لتفتيش إضافي لحقائبهم التي جرى التحقق منها، بسبب اختيار كل من حنجور والمحظار والموقد من قبل معايير نظام التفتيش المسبق للركاب بمساعدة الكومبيوتر، وشملت عمليات التفتيش الإضافية الأخوين نواف وسالم الحازمي بسبب عدم تقديمهما ثبوتيات كافية لهويتهم واعتبارهما مشبوهين من قبل موظف تسجيل الركاب في شركة الطيران. لم يحمل أي من حنجور أو المحظار أو نواف الحازمي حقائب للتفتيش. بقيت حقائب الموقد وسالم الحازمي المُفتشة محفوظة لحين صعودهما على متن الطائرة.
كان من المقرر مغادرة الرحلة 77 إلى لوس أنجلوس في تمام الساعة 08:10. عبر 58 راكبًا باتجاه الطائرة عبر البوابة دي26، بمن فيهم الخاطفين الخمسة. صعد جميع الركاب على متن الطائرة باستثناء الخاطفين الخمسة وتألفوا 26 رجل، و22 امرأة، وخمسة أطفال تتراوح أعمارهم بين 3 و11. جلس هاني حنجور في المقدمة في المقعد 1بي، بينما جلس كل من سالم ونواف الحازمي في الدرجة الأولى في المقاعد 5إي و5إف. جلس ماجد الموقد وخالد المحظار في الخلف في 12 إيه و12بي ضمن الدرجة الاقتصادية. غادرت الرحلة 77 البوابة في الوقت المحدد، وأقلعت من المدرج 30 من مطار دولس في الساعة 08:20.

## وصلات خارجية
- التقرير النهائي للجنة 11 سبتمبر
- تقرير NTSB لـ 11 سبمتبر
- صور للطائرة قبل 11 سبتمبر